# Callobius nevadensis
Callobius nevadensis är en spindelart som först beskrevs av Simon 1884.  Callobius nevadensis ingår i släktet Callobius och familjen mörkerspindlar. Inga underarter finns listade.